# Dragalić
Dragalić falu és község Horvátországban, Bród-Szávamente megyében.

## Fekvése
Bródtól légvonalban 57, közúton 65 km-re nyugatra, Pozsegától légvonalban 31, közúton 40 km-re délnyugatra, Nyugat-Szlavóniában, a Szávamente termékeny síkságán fekszik. Itt halad át a Zágráb-Lipovac autópálya, valamint a Zágráb-Belgrád vasútvonal, melynek itt vasútállomása is van. Dragalić, noha községközpont máig megőrizte falu jellegét.

## A község települései
A községhez Donji Bogićevci, Dragalić, Gorice, Mašić, Medari és Poljane települések tartoznak.

## Története
Részben a község területén feküdtek a középkorban Sztárcsa és Tornova („Ztharcha et Thornowa”) királyi birtokok, melyek 1328-ban birtokcserével a túrmezei csicsáni birtokért cserébe kerültek a johanniták birtokába. A területtől nyugatra fekvő lesznicai és racessai birtokok már 1312 óta a rend birtokában voltak. Így egy hatalmas területű, egységes birtok jött létre, mely nagy jövedelmet biztosított a rend számára. Sztárcsa és Tornova megszerzése után az utóbbi birtokon a rend elkezdte építeni Szent János várát („castrum sancti Johannis”), melyet már 1361-ben említenek a rend priorjának egyik oklevelében. Amikor 1403-ban az akkori prior Bebek Imre fellázadt a királyi hatalom ellen Zsigmond híve Maróthy János macsói bán erővel foglalta el a várat és elűzte onnan a johannitákat, akik Boszniába menekültek. A várat valószínűleg lerombolták a király hívei, mivel ezután már nem említik. Maradványai ma is megtalálhatók Gornji Bogićevci és Dragalić között. Az itteni plébánia első írásos említése 1334-ben a pápai tizedjegyzékben történt aközött a 34 plébánia között, melyek a johanniták irányítása alatt álltak, a település középkori neve azonban nem ismert. A török 1544-ben foglalta el ezt a területet, mely pusztasággá vált, mivel a keresztény lakosság már ezt megelőzően elmenekült.
A Száva bal partján lévő közeli Gradiska várát Bádeni Lajos szabadította fel 1688-ban, de a térség csak 1691-ben szabadult fel végleg a török uralom alól. A kialakult erőviszonyokat az 1699-es karlócai béke szentesítette. 1698-ban „villa Dragalich” néven 15 portával szerepel a török uralom alól felszabadított szlavóniai települések összeírásában. Az 1720-as katonai térképen Dragalićot „Dragalitza pagus” néven említik. 1730-ban a falunak 7 háza volt, majd az újabb betelepülések után 1760-ban már 35 ház állt a településen. A 19. században a lakosság száma a kedvező életfeltételek miatt tovább nőtt.
Az első katonai felmérés térképén „Dorf Dragalich” néven található. Lipszky János 1808-ban Budán kiadott repertóriumában „Dragalich” néven szerepel.  
Nagy Lajos 1829-ben kiadott művében „Dragalich” néven 65 házzal, 308 katolikus és 48 ortodox vallású lakossal találjuk. 
1857-ben 246, 1910-ben 649 lakosa volt. Az 1910-es népszámlálás szerint lakosságának 78%-a horvát, 10%-a szlovák, 4%-a magyar, 3-3%-a német és szerb anyanyelvű volt. Pozsega vármegye Újgradiskai járásának része volt. Az első világháború után 1918-ban az új szerb-horvát-szlovén állam, majd később (1929-ben) Jugoszlávia része lett. Dragalić már 1928 és 1954 között községközpont volt. Volt itt posta, rendőrőrs, termelőszövetkezet, tejbegyűjtő, fatelep, orvosi rendelő és állatorvos is. 
A település 1991-től a független Horvátországhoz tartozik. 1991-ben lakosságának 82%-a horvát, 11%-a szerb nemzetiségű volt. A délszláv háború során Dragalić már a háború elején szerb megszállás alá került. A szerbek mindent felégettek és leromboltak. A lakóházakon kívül elpusztult az összes gazdasági, kulturális, közösségi és szakrális épület is. A rombolás következményeit a település még ma sem heverte ki teljesen. 1995. május 1-jén a „Bljesak-95” hadművelet első napján foglalta vissza a horvát hadsereg. A szerb lakosság legnagyobb része elmenekült. A Száva ógradiskai hídján alig két nap alatt a térség szerbek lakta településeiről több mint 18 ezer szerb özönlött ál a bosnyák oldalra. A háború után a község területéből mintegy 12 km²-nyi területet borított aknamező, ez a község teljes területének 20%-át tette ki. Már közvetlen a harcok befejezése után állami és nemzetközi segítséggel megindult az újjáépítés. Megkezdték az aknamentesítést, kiépült a víz- és gázvezetékhálózat. 1997. január 17-én 59,5 km²-es területtel, Dragalić, Mašić, Medari, Poljane, Donji Bogićevci és Gorice településekkel újraalakult Dragalić község. A község fejlődését jelentős állami támogatásokkal, adókedvezményekkel ösztönzik. 2011-ben a településnek 559, a községnek összesen 1361 lakosa volt. 

## Lakossága
| Lakosság változása | Lakosság változása | Lakosság változása | Lakosság változása | Lakosság változása | Lakosság változása | Lakosság változása | Lakosság változása | Lakosság változása | Lakosság változása | Lakosság változása | Lakosság változása | Lakosság változása | Lakosság változása | Lakosság változása | Lakosság változása |
| ------------------ | ------------------ | ------------------ | ------------------ | ------------------ | ------------------ | ------------------ | ------------------ | ------------------ | ------------------ | ------------------ | ------------------ | ------------------ | ------------------ | ------------------ | ------------------ |
| 1857               | 1869               | 1880               | 1890               | 1900               | 1910               | 1921               | 1931               | 1948               | 1953               | 1961               | 1971               | 1981               | 1991               | 2001               | 2011               |
| 246                | 277                | 269                | 412                | 478                | 649                | 606                | 657                | 746                | 717                | 776                | 730                | 633                | 655                | 581                | 559                |

## Gazdaság
A háború pusztítása után a befejeződött a község vízellátását és gázellátását biztosító vezetékhálózat kiépítése. A mezőgazdasági terület egy részének aknamentesítése folyamatban van, amelynek jelentősen javítania kell a mezőgazdasági termelés lehetőségeit és az ipari övezet működését. Mivel az önkormányzat fokozott állami támogatásra szoruló területen működik, a polgárok, az iparosok és a vállalkozások számos adókedvezményben részesülhetnek, melyekkel az önkormányzat potenciális befektetőket szeretne a területre vonzani.

## Nevezetességei
- Keresztelő Szent János tiszteletére szentelt római katolikus temploma 1698-ban a török kiűzése után épült, de a rossz állapotú épületet később nem építették újjá. Helyette 1730 előtt egy Szent Anna tiszteletére szentelt fakápolnát építettek, mely azonban hamar tönkrement. 1799-ben felépült a második Szent Anna fakápolna. Az új Keresztelő Szent János templomot 1875 és 1878 között építették. Hosszúsága 18, szélessége 8 méter volt. Oltárképe, mely Szent János lefejezését ábrázolta Szent Anna képével együtt a morvaországi Ignaz Berger festőművész alkotása volt. A templomot belül 1891-ben Marko Antonini festőművész festette ki. Három harangja volt. A délszláv háború idején a szerbek lerombolták, de a sok támogató segítségével sikerült újjáépíteni. Az új templomot 1999. augusztus 29-én szentelte fel Antun Škvorčević pozsegai püspök. Szent Anna, Szent Leopold Mandić és Szent Nikola Tavelić képei a dragalići Ivan Zukanović festőművész ajándékai.

- A kis Szent Vid kápolna oltárképét is a dragalići Ivan Zukanović festette. A háború során ezt is felgyújtották, de a Honvédő Háború Önkénteseinek Egyesülete (UHDDR) támogatásával a háború után újjáépítették.

- A Szent Fábián és Sebestyén kápolnát 1922-ben építették. A 3-szor 3 méteres kis épületet a délszláv háború idején lerombolták, de a háború után újjáépítették.

## Kultúra
A község kulturális élete a kulturális egyesületek működésében nyilvánul meg, melyek közül a legjelentősebbek a „Mladi Hrvat”, a „Zrinski” és a „Seljačka sloga” egyesületek. 

## Oktatás
A helyi oktatás kezdeteiről 1777-ből való az első feljegyzés. Az iskolát 1883. június 24-én látogatta meg Nikola Hadžić királyi tanfelügyelő. Az iskolában ekkor több tanteremben német és horvát nyelven folyt az oktatás. 1905-ben a település 15 és félezer korona állami támogatást kapott új iskola építésére, ahol az 1906/07-es tanévben 65 tanulóval indult meg az oktatás. Az 1957-es iskolai reformmal nyolcosztályos iskola kezdte meg működését Dragalić központtal. Az iskolához öt területi iskola tartozott, melyek Mašička Šagovina, Trnava, Poljane, Gorice és Donji Bogićevci településeken működtek. A helyiek 1962-ben új iskola építésébe kezdtek, mely 1966. április 1-jén nyílt meg. 1991-ben a falut elfoglaló szerb csapatok az iskolát is felgyújtották. A százüzetés évei alatt a tanulók és tanáraik hetente kétszer összejöttek. A háború után a falu házaival együtt az iskolát is újjáépítették. Ma az iskola nyolc osztállyal, mintegy 120 tanulóval működik. A területi iskolákból csak a goriceiben folyik tanítás.

## Sport
A Mladost labdarúgóklubot 1947-bven alapították. A területi bajnokságban szerepelt. 1972-ben politikai nyomásra a klub nevét Jedinstvora változtatták és a délszláv háborúig ezen a néven működött. A háború után 2002-től NK Dragalić néven folytatta működését.

## Egyesületek
A községben ma több egyesület is működik:
- „Podložje” vadásztársaság Gorice
- Vöröskereszt helyi szervezete
- „Nasa djeca” egyesület
- Földművelési és állattenyésztési gépész egyesület
- „Breza” kulturális egyesület
- DVD Dragalić önkéntes tűzoltóegylet
- „Trobojnica-Tkanica” nőegyesület
- „Medica” sport- és rekreációs egyesület

## Fordítás
- Ez a szócikk részben vagy egészben  a   Dragalić című horvát Wikipédia-szócikk ezen változatának fordításán alapul.  Az eredeti cikk szerkesztőit annak laptörténete sorolja fel. Ez a jelzés csupán a megfogalmazás eredetét és a szerzői jogokat jelzi, nem szolgál a cikkben szereplő információk forrásmegjelöléseként.